# Dějiny Janova
Tento článek pojednává o dějinách Janova, od jeho počátků po začlenění do Sardinského království roku 1815.
Oblast Janova byla osídlena již několik tisíc let před naším letopočtem, žili zde například Féničané, Řekové a Etruskové. V antice se Janov – už jako malé městečko – stal součástí Římské říše. Po pádu Západořímské říše profitoval z větší potřeby námořní dopravy. Vládli mu postupně Ostrogóti, Byzantská říše, Langobardi a Karlovci, až se v 11. století stal suverénním městským státem, pouze formálně podřízeným Svaté říši římské.
V průběhu 11. a 12. století upevnila nová republika svou nadvládu nad Liguriií a získala i první kolonie, nejdůležitější byly Korsika a část Sardinie. Toto období také charakterizují četné války mezi Janovem a Pisou. Rozsáhlý obchod s východním Středomořím umožnil městu výrazně zbohatnout, objevily se ale i první interní problémy, které pak město trápily až do 16. století a významně přispěly k jeho postupnému úpadku. Tyto konflikty začaly hlavně v důsledku sporů mezi císařem Svaté říše římské a papežem, kdy se Janované, podobně jako v jiných severoitalských městech, rozdělili na dvě frakce zápasící o moc. Republika se výrazně podílela na křížových výpravách, za což byla odměněna obchodními privilegii ve vzniklých státech, významně ale obchodovala i s muslimy a Byzancí.
Ve 13. a první třetině 14. století zažil Janov období svého největšího rozmachu. Krom Pisy v tomto období zápasil i s Benátkami, hlavně kvůli kontrole nad východními trhy. Velkou ranou byl pro Janov postupný úpadek křižáckých států, dokázal se však přeorientovat na obchod s tamějšími muslimskými vládci a zajistit si rozsáhlá obchodní privilegia v Byzanci. Naproti Konstantinopoli založil svou obchodní kolonii Pera a získal důležitou kolonii na Krymu – město Kaffa a okolí. Přese všechny úspěchy již republika trpěla problémy, které přinesly její úpadek – mohutné zadlužení nutné k financování častých válek a hlavně vnitřní konflikty, způsobující časté vzpoury a změny vlády. Na počátku čtrnáctého století se občané snažili zajistit pořádek předáním vlády nad městem cizím vládcům, tento krok byl ale zcela neúspěšný a zlaté období skončilo ničivou občanskou válkou v letech 1316 až 1331.
Po skončení občanské války spory mezi guelfy a ghibelliny už zeslábly a příští, neméně časté a ničivé nepokoje způsobovaly hlavně konflikty mezi urozenými a neurozenými občany. V roce 1348 zasáhla město černá smrt, z které se již nikdy zcela nevzpamatovalo. V následujících stoletích došlo k dalším experimentům s cizí vládou, vládnutím lidu a vládnutím šlechty, žádné z nich ale nedokázalo zajistit trvající mír uvnitř města. Další konflikty s Benátkami a Milánem, ztráta východních kolonií v důsledku rozšiřování Osmanské říše a konkurence ze strany západoevropských zemí vedly k pomalému úpadku, až bylo roku 1522 město poprvé za několik století dobyto a vydrancováno vojsky španělského krále.
V roce 1528 byla zrušena politická práva neurozených občanů a z republiky se stala dědičná oligarchie. Město se ocitlo ve sféře vlivu Španělska, přičemž zprvu profitovalo z jeho koloniálních úspěchů, následně ale upadalo v reakci na španělské krize a bankroty. V roce 1768 musel Janov odprodat Francii Korsiku. Roku 1797 ho obsadila Napoleonská Francie. Dle rozhodnutí Vídeňského kongresu byl roku 1815 připojen k Sardinskému království, v rámci něhož se následně roku 1861 stal součástí sjednocené Itálie.

## Počátky Janova (do roku 1000)
Oblast Janova byla osídlena již od dávných dob, mimo jiné Féničany, Řeky a Etrusky. Mezi její výhody patřila výhodná poloha na spojnici severozápadní Itálie s mořem, dobrý přírodní přístav, později rozšiřovaný a vylepšovaný obyvateli města, a snadno bránitelná poloha. Mezi nevýhody náročné zemědělství z důvodu nedostatku vody a výnosné půdy, nijak zvlášť výnosné rybaření a absence přírodních zdrojů. Už tyto výhody a nevýhody ukazují, že se Janované museli soustředit na hledání blahobytu na moři, zvláště s přihlédnutím k obklopení Ligurie mocnějšími sousedy.
Pod Římem byl Janov stále ještě málo důležitým sídlem a i v oblasti Ligurie existovala sídla důležitější, například Ventimiglia, Albenga a Vado. Ve městě nezůstaly žádné impozantní římské budovy, jádro Janova (včetně jeho přístavu) se ale vyvinulo z původního římského městečka a ve městě z této doby přežily později tak důležité znalosti plavby a stavby lodí. V pozdním období Římské říše vznikla v Janově pevná křesťanská komunita a ve městě byly postaveny první kostely.
Pád Římské říše znamenal konec pečlivě udržovaných cest, což způsobilo větší zaměření na námořní dopravu, z čehož mohl Janov díky své poloze profitovat. Krátce mu vládli Ostrogóti, než byli vytlačeni Byzantskou říší, která město ovládala v letech 537 až 642, kdy ho obsadili Langobardi. Ani za vlády Byzance a Langobardů nebyl Janov nijak důležitý a o jeho historii v této době toho tedy příliš nevíme.
Langobardi byli v roce 774 ovládnuti dynastií Karlovců, během jejich vlády se ale také nedochovalo o městě příliš záznamů. Víme, že zde měli velký vliv duchovní z Milána, jehož arcibiskupové zde dokonce strávili zhruba sedmdesát let v exilu pod ochranou Byzantské říše kvůli vpádu Langobardů. V této době poblíž města také vznikl klášter v Capodimonte.
Stejně jako velká část křesťanského Středomoří v této době ani Janov nebyl ušetřen muslimských nájezdů. Mezi roky 934 a 935 bylo město vydrancováno během nájezdu muslimů ze severní Afriky a několik následujících let bylo pravděpodobně opuštěno. Soudobé arabské zdroje naznačují, že byl v této době Janov již poměrně velkým městečkem obchodujícím nejen ve lněných tkaninách, ale i v hedvábí, a byl tak pro útočníky lákavou kořistí. Po tomto útok se město stalo pouze stínem sebe sama a již se nedozvíme, jak významné bylo, neboť byly všechny existující lokální záznamy během útoku zničeny.
Kolem poloviny desátého století byl Janov znovu osídlen, ve světě písemných záznamů se znovu objevil chartou, udělenou králi Berengarem a Adalbertem roku 958, potvrzující zvyky a vlastnictví Janovanů, od území až po otroky – otroctví přežilo všechny předcházející vládce města a vytrvalo nejméně do 17. století. Město bylo v tomto období znovu nevýznamným a ještě mělo i v Ligurii vážné konkurenty. Obchod byl minimální a pouze lokální, omezený na komodity jako je olivový olej a kaštany. Přesto se Janov do roku 1016 zotavil natolik, že byl schopen vést po boku Pisy námořní ofenzívu proti muslimům na Sardinii. Existuje více teorií ohledně rychlého rozvoje města v letech 950 až 1050. Někteří historikové prosazují teorii pomalého vývoje v celém tomto období, jiní obhajují náhlý vzestup kolem přelomu tisíciletí, další vysvětlují tento vzestup kapitalismem založeným na výdělcích z pirátství a války proti muslimům.
Po roce 950 se dochovaly převážně církevní záznamy, které krom zakládání kostelů a klášterů informují i o zvycích a právu používaných v oblasti. Hodné zmínky je zvláště velmi složité právo, kdy někteří žili dle práva římského, jiní dle práva langobardského a další dle práva sálského. Rozvoj pozemků byl obtížný z důvodu nehostinné krajiny, vlastníci proto vyhledávali způsoby jak rozvoje dosáhnout, například se více podílníků složilo na stavbu mlýna a následně se dělili o jeho výnosy, nebo byly pozemky levně pronajaty za příslib jejich rozvoje a nájemník po určité době jejich část získal do svého vlastnictví. Urozené rody byly důležité v okolí Janova, nad ním samým ale velkou moc neměly. Některé z nich se postupně stěhovaly do města a stávaly se z nich první obchodníci.

## Počátky republiky (1000–1190)

Vlajka Janovské republiky

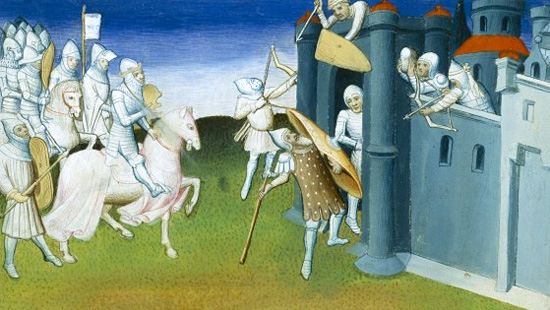
Obléhání Jeruzaléma, 1099

Janovští historici začínali zaznamenávat události během první křížové výpravy, první informace o janovských námořnících máme tedy pouze od cizinců, přičemž tyto údaje mohou být zkreslené rivalitou jejich států s Janovem. Na začátku 11. století města Janov a Pisa spolupracovala kvůli nutnosti společné obrany proti muslimům. Roku 1016 zabránila obsazení Sardinie, ale obě města se následně na tento ostrov zaměřila a spory ohledně vlivu nad ním rozpoutaly v 60. letech 11. století první z mnoha válek mezi nimi. Obě města dále zápasila s muslimy o kontrolu nad obchodem v západním Středomoří, pirátstvím a válkou, ale zároveň s nimi i čile obchodovala – Janov bohatl na obchodu s luxusním zbožím z východu, zatímco lokálním obchodem si zajišťoval dostatek životně potřebných komodit, například potravin.
Janovští námořníci se účastnili první křížové výpravy, kdy pomáhali se zásobováním a dobýváním přístavů, které nebylo možné bez lodí obléhat. Dohody s křižáky zajištily následně Janovu lukrativní privilegia v těchto přístavech. Dle janovského příběhu byli tito námořníci důležitým faktorem i při dobývání Jeruzaléma – dvě galéry byly v přístavu rozebrány a dopraveny k obléhanému městu, kde měly posloužit k výrobě obléhacích strojů. Díky této pomoci se Janov jako první z italských měst uchytil na východě Středomoří a prosazoval zde své obchodní zájmy až hluboko do 16. století.
Od roku 1099 řídila Janov společnost občanů zvaná compagna, vedená čtyřmi až osmi konzuly. Konzulové měli za úkol reprezentovat město v rámci diplomatických jednání, sloužit jako soudci a vést armády. Také měli jurisdikci nad obchodem. Některé z těchto povinností byly dále delegovány na nižší konzuly. Do roku 1143 sahala jejich autorita od Monaka až po Portovenere. V této době již byl Janov opravdu nezávislým městským státem, s rozsáhlou námořní mocí a mohutným obchodním vlivem. Stálým problémem byly veřejné finance, nutné pro prosazování pořádku a bezpečí republiky. Získávany byly různými způsoby, od přímých daní a cel až po podnikání státu, mnohdy však museli konzulové přistoupit i k půjčování prostředků odjinud, což se postupem času stávalo vážným problémem.

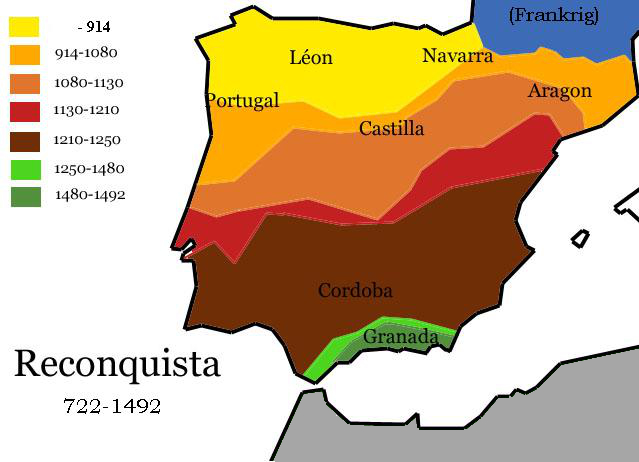

Ekonomickou spory s Pisou a spory ohledně vlivu na Sardinii a Korsice způsobily ve dvanáctém století další období válek mezi těmito italskými mocnostmi, které bylo ukončeno až v důsledku oboustranného vyčerpání. Pro zajištění výhody nad svým rivalem neváhali konzulové ani podplácet papežskou kurii. Nadále pokračovali v zajišťování dominance v oblasti Ligurie podmaňováním místní šlechty a menších měst. Také zajišťovali síť spojeneckých dohod podél středomořského pobřeží, pro zajištění bezpečí jejich obchodu. Ke konci první poloviny 12. století se Janov v rámci snahy o zajištění pozice mocnosti v západním Středomoří účastnil reconquisty na Pyrenejském poloostrově, tato expedice ale způsobila pouze ekonomické potíže a nemalé dluhy, neboť musel být v době expedice významně omezen obchod a vydržování rozsáhlého vojska bylo velmi drahé. Tyto problémy musely být řešeny novými daněmi, půjčováním peněz i prodejem majetků republiky. Přes to všechno vstoupil Janov do druhé poloviny 12. století jako významná a prosperující středomořská mocnost.
Hlavním zdrojem bohatství Janova bylo v této době obchodování s lehkými a drahými komoditami, jako jsou pepř, bavlna, zlato nebo hedvábí, nejdůležitějšími obchodními partnery pak křižácké státy a Egypt, ale důležitými zůstávaly i Sicílie a severní Afrika. Risk obchodních výprav se často rozkládal mezi několik podílníků, což umožňovalo nejen minimalizovat případné ztráty, ale i začít mladým obchodníkům bez velkého kapitálu. I právní systém města byl přizpůsoben aby co nejlépe odpovídal potřebám rozvíjejícího se obchodu, obzvláštní důraz byl kladen na poctivost a podvod se velmi tvrdě trestal. Obchodní dohody byly pečlivě zkoumány a uzavírány pod dohledem svědků. Většina ekonomiky města byla podřízena námořnímu obchodu, od stavby lodí a řemesel s ní spojených až po rozšiřující se textilní výrobu, závislou na dovážených surovinách. Pro zajištění přímé vlády nad co největší částí Ligurie využívala republika své příjmy ke skupování hradů, měst a polností od místní šlechty.
Zásadním problémem republiky se v druhé polovině 12. století staly spory mezi mocnými rody, které v mnoha případech přerostly i do otevřených bojů v ulicích a musely být usmiřovány za pomoci všech složek vlády, od konzulů až po církev. Tyto spory byly obvykle způsobovány rozdíly v názorech ohledně vládnutí městu. Množily se vraždy, ať už členů soupeřících frakcí nebo přímo městských hodnostářů, a jakkoli bylo v dřívějších obdobích zakázáno být ve městě ozbrojen, náhle byli ozbrojeni všichni. Nejbohatší občané si dokonce najímali osobní ochranky a opevňovali svá sídla uvnitř města. V důsledku těchto bojů o moc došlo k reformám, nejprve byl založen poradní sbor starších zvaný anziani, následně pak úřad zvaný podestá, což byl na rok volený profesionál z ciziny, sloužící jako hlavní řídící a soudní orgán města a vojenský velitel. Tento úřad byl založený na konci 12. století a s pár výjimkami byl používán po celé 13. století. Tito dočasní vládci konečně zajistili v ulicích města mír, spory které boje způsobily ale pod povrchem doutnaly nadále.

## Období největší moci (1190–1331)

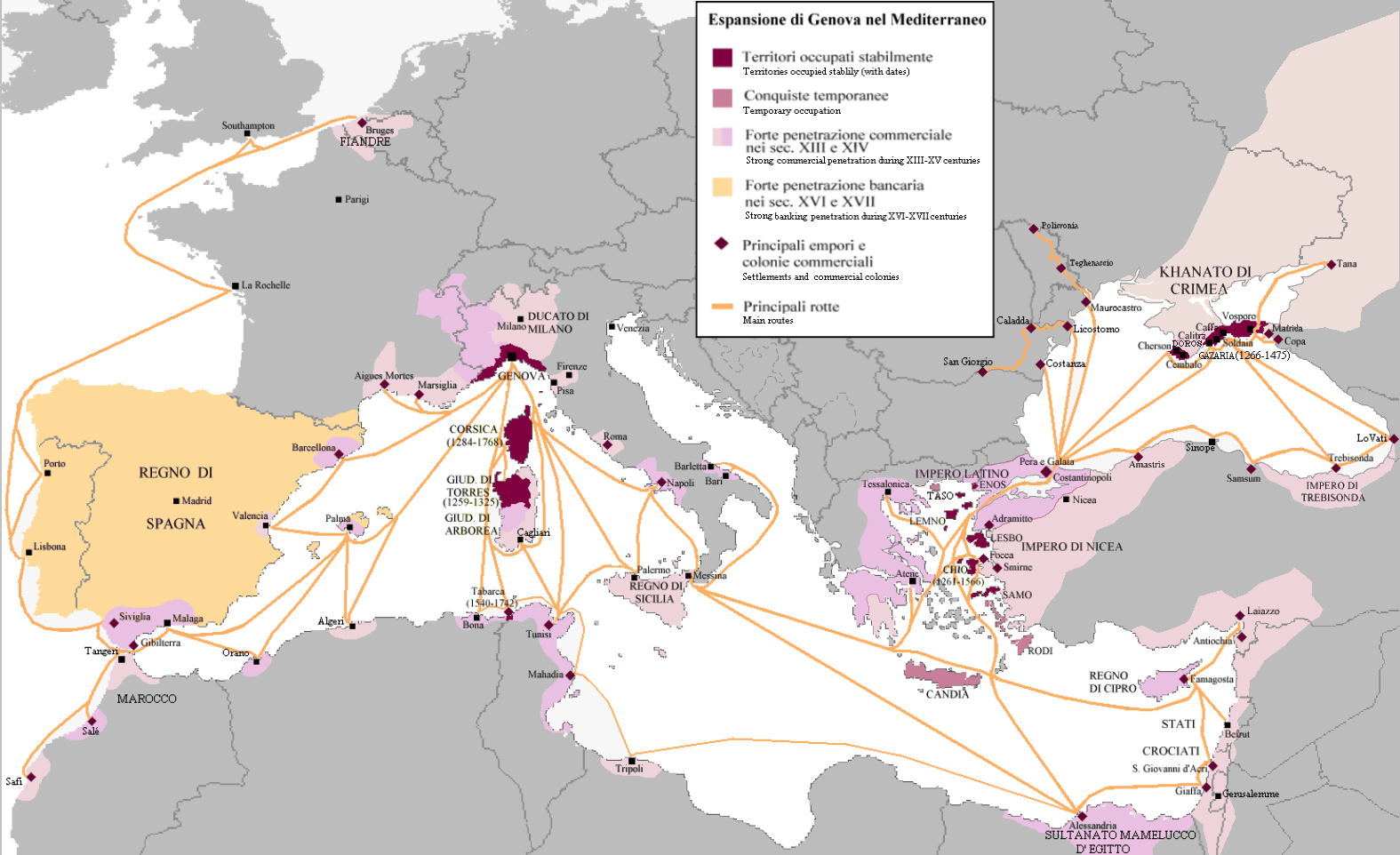
Rozsah vlivu Janovské republiky

Spory s Pisou pokračovaly a znovu vyústily v dlouhé boje bez jasného vítěze. Janov si zajistil zadlužením místního vládce nepřímou kontrolu nad Korsikou a Sardinie byla po skončení války rozdělena na jejich zóny vlivu. Ke sporům docházelo také kvůli privilegiím ohledně obchodu s Byzantskou říší, viz níže. K další válce, tentokrát na Sicílii, došlo na začátku 13. století. V té době také sílily spory s Benátkami, které vyústily v boje o Krétu. Ty ale v roce 1212 skončily vítězstvím Benátek, ve stejném roce bylo uzavřeno příměří i s Pisou. Během všech těchto zahraničních sporů se musela republika ještě vypořádat se vzpourami menších ligurských měst a urozených rodů, čehož bylo často docilováno využíváním sil loajálních šlechticů.

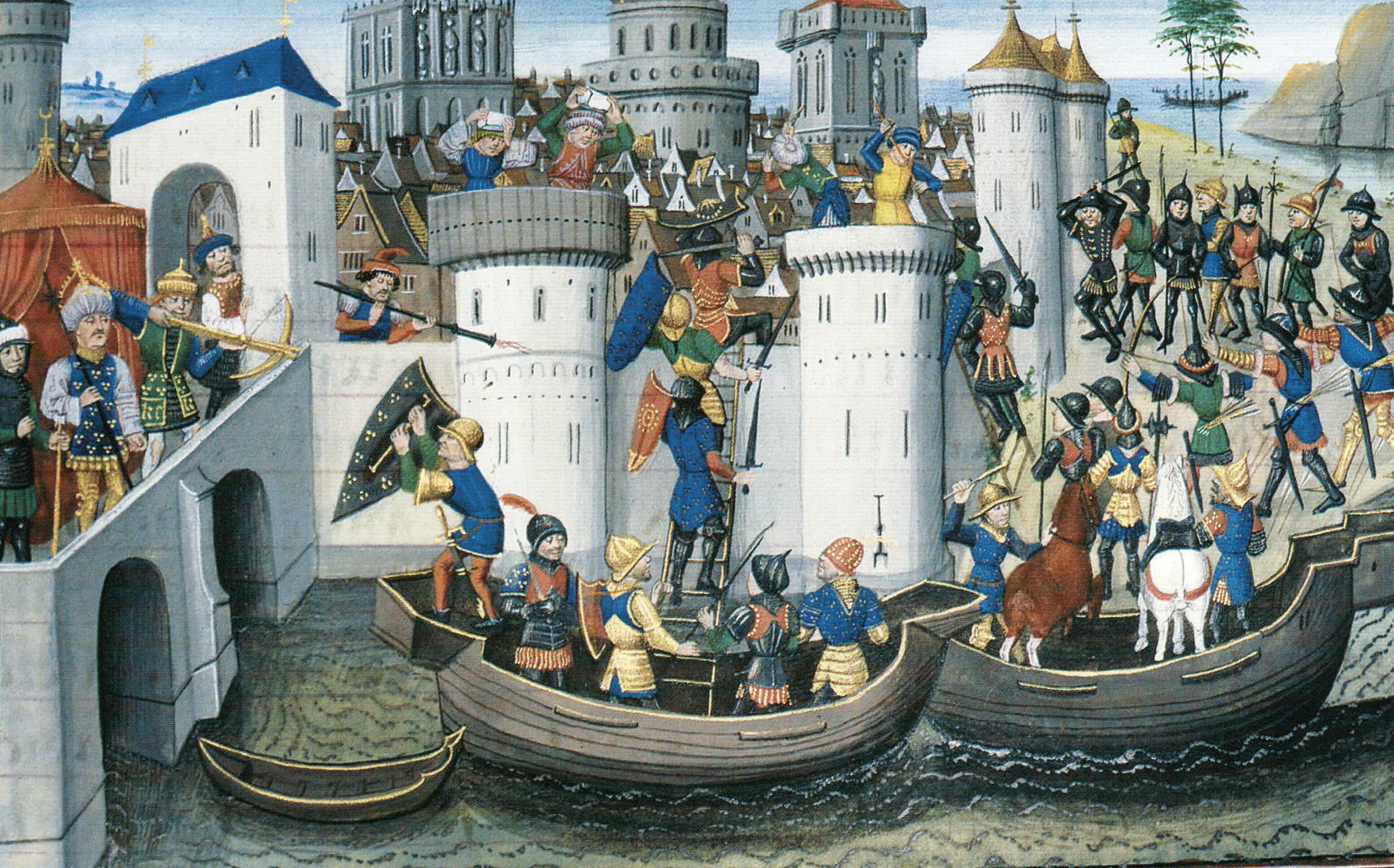
Dobytí Konstantinopole křižáky, 1204

Republika musí ve 12. a 13. století balancovat mezi třemi velkými mocnostmi Svatou říší římskou, Byzantskou říší a Sicilským královstvím pod vládou Normanů, jež bylo ustanoveno v jižní Itálii a na Sicílii. Německým králům a císařům se formálně podřídila, ale odmítala jim vyplácet peníze, pod záminkou že již vydává nemalé sumy na obranu pobřeží severní Itálie. Kvůli tomu byly vztahy s nimi napjaté a Janov investoval mnoho peněz do obranyschopnosti Ligurie, například ve formě skupování a údržby hradů chránících přístupy k městu, výstavby a posilování vlastních hradeb a dokonce i pasování vlastních rytířů, kteří měli k obraně přispívat. S Byzantskou říší bylo postupně ustanoveno několik obchodních dohod, zajišťujících mimo jiné nízká cla pro janovské obchodníky na celém území říše a janovskou obchodní čtvrť v Konstantinopoli, kterou byla ale dvakrát s mohutnými finančními ztrátami vydrancována, poprvé z iniciativy Pisy, podruhé Benátek. Republika nakonec dosáhla s říší velmi výhodných dohod roku 1201, roku 1204 ale byla Konstantinopol obsazena a vypleněna Benátčany, kteří tak získali ve zbytku Byzantské říše na dalších padesát let dominantní postavení. S Normanským královstvím byly uzavřeny dohody ve snaze zajistit mezi oběma státy mír, přesto se ale Janov později podílel na dobytí Sicílie ze strany Svaté říše římské.
Po roce 1212 začala mít republika vážné finanční problémy a musala zavádět nové daně, mimo jiné i kvůli vedení nákladných válek s Benátkami a Pisou. Z důvodu Saladinova vítězství nad Jeruzalémským královstvím bylo vážně narušeno odbytiště ve svaté zemi a Byzantská říše přestala na několik desítek let existovat. Přesto se Janovu dařilo prosperovat, období vnějšího míru ale znovu umožnilo vzestup vnitřních problémů. Toto střídání vnějších a vnitřních rozporů je příznačné pro celou historii Janovské republiky. I proto byli v roce 1215 pro zajištění nestranné justice zaměstnáni profesionální zahraniční soudci. V roce 1216 byl navždy zrušen úřad konzulů, neboť boje o tyto úřady často způsobovaly rozbroje a byl dále posílen úřad podestá. Mimo jiné i pro zajištění klidu v Ligurii se Janov následně připojil k neúspěšné křížové výpravě do Egypta, krom toho se zapletl do dalších válek s Benátkami a Pisou. V následné mírové dohodě Benátky mimo jiné slíbily zajistit obnovení obchodních privilegií Janova v následnických státech Byzantské říše.
V roce 1220 potvrdil císař Frederick II. chartou práva Janova na nadvládu nad Ligurií a samosprávu. Dále ale odmítal uznat priviliegia města, což způsobovalo zhoršilo vztahy mezi ním a městem. Během konfliktu císaře s papežem vznikly nejen v Janově, ale i v celé severní Itálii dvě strany – jedna podporující papeže, druhá císaře. Díky ochotě papeže k vydávání privilegií Janovu nakonec v mocenském boji zvítězila propapežská frakce, toto dělení ale způsobovalo problémy i v následujících staletích. Po obchodním embargu, zabavování majetku Janovanů na území Říše a dalším sporům kvůli císařovým bojům s Lombardií započala v roce 1238 otevřená válka mezi Janovem a Říší. Frakce podporující císaře začala způsobovat problémy ve městě i mimo něj a některá podřízená města využila této příležitosti k rebelii. Kombinace těchto hrozeb způsobila, že poprvé za tři století (od vyplundrování města muslimy) byl ohrožen sám Janov, a třebaže toto nebezpečí bylo odvráceno, válka s císařem trvala až do roku 1251 a byla velmi vyčerpávající. V padesátých letech 13. století byly rebelie potlačeny a uzavřen mír se všemi protivníky, město se následně vrací zpět k míru a prosperitě.

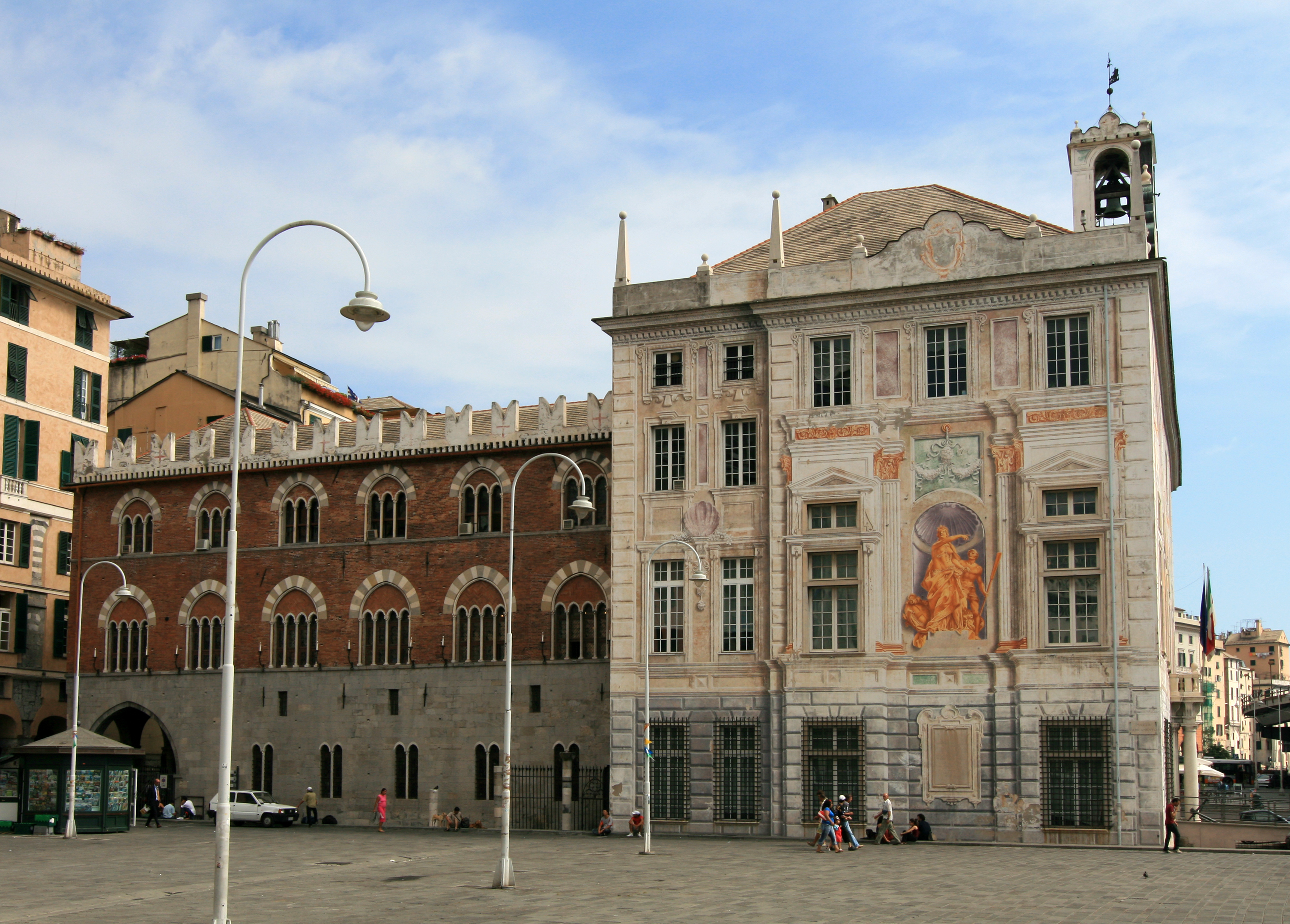
Palazzo San Giorgio, Janov

Po roce 1255 se začala zhoršovat ekonomická situace, neboť po skončení války válečná ekonomika zaměřená na budování a vybavování flotil ztratila odbytiště. V následujících letech se ve městě zhroutilo několik bank. To v kombinaci s faktem že vládu v republice i nadále tvořili hlavně příslušníci urozených rodů vyvolalo v roce 1257 vzpouru obyčejného lidu, která byla překvapivě nenásilná a velmi rychle úspěšná. V jejím důsledku byl vytvořen nový úřad Capitano del popolo a byli zvolení noví příslušníci anziani. První nositel tohoto titulu, Guglielmo Boccanegra, následně provedl restrukturalizaci financí republiky, obnovil dobré vztahy se Sicílií a s Byzancí a, byť nepřímo, zvýšil podíl lidu na vládě nad městem. Také podporoval stavebnictví, za jeho úřadování byl mimo jiné postaven Palazzo San Giorgio a významně vylepšen přístav. V roce 1262 došlo k rebelii urozených, kteří se cítili odříznuti od moci, vláda Boccanegry byla ukončena a Janov se vrací k vládě podestá.
Do druhé poloviny 13. století vstoupil Janov jako jedno z největších, nejbohatších a nejmocnějších měst Evropy, které právě triumfovalo nad svými soupeři. Zároveň ale stále trpěl množstvím problémů, hlavně vnitřní nejednotou, a ve Středomoří mu v podobě Barcelony a Marseille rostli noví rivalové. Byzantská říše byla obnovena roku 1261, což umožnilo obnovení obchodu s ní, dále Janov mohutně obchodoval s Egyptem i se Svatou zemí (třebaže v této době došlo ke zničení posledních křižáckých států). V 60. letech 13. století byla získána kolonie Kaffa na Krymu a důležitou oblastí pro janovskou ekonomiku se stalo Černé moře. Dále pokračovalo i obchodování se severní Afrikou. Z důvodu problémů s vládnoucími dynastiemi byl však vážně narušen obchod se Sicílií a Sardinií. O svou pozici na Sardinii Janov zcela přišel, když byla papežem v roce 1297 přidělena Aragonii. Mezi další cíle janovského obchodu patřil jih Francie a Iberský poloostrov, když Janov zrovna nebyl ve válce s místními vládci.
V padesátých a šedesátých letech 13. století probíhala další válka s Benátkami, ta skončila v roce 1270 příměřím bez významných následků, válka ale znovu napnula finanční zdroje republiky, nemluvě o faktu že Janov prohrál většinu důležitých bitev a musel pokutovat své admirály, aby dodal motivaci ostatním.
Další problémy nastaly s Karlem I. z Anjou, v té době hrabětem z Anjou a Provence, který nahradil nadvládu Svaté říše římské v Itálii a stal se mimo jiné i sicilským králem. V roce 1270 došlo v Janově k další revoluci a moc získaly rodiny Doria a Spinola, které byly Karlovi nepřátelské. V roce 1273 začala válka, ve které byl Janov znovu ze všech stran ohrožen, ale dařilo se mu ubránit se a s pomocí papeže byl uzavřen mezi bojujícími stranami v roce 1276 mír. V roce 1282 začala sicilská revoluce, která z ostrova vyhnala Karla z Anjou a nastolila zde vládu aragonského krále, Petra III. Janov byl v tomto konfliktu oficiálně neutrální, ale zřejmě ho přijal pozitivně a pravděpodobně i rebelii tajně podporoval.
V důsledku rebelie na Korsice propuká v roce 1282 další konflikt s Pisou, pro který Janov vybavil na onu dobu masivní flotilu 189 galér. V roce 1284 došlo k bitvě mezi flotilami obou městských států poblíž samotné Pisy, ve které byla pisanská flotila prakticky zničena a ačkoli se válka protáhla až do roku 1288, pisanské ztráty a množství zajatců Janovem získaných znamenaly, že Pisa už nebojovala s Janovem jako rovný s rovným, ale pouze o své přežití a její moc se z této války již nikdy plně nezotavila.
V roce 1290 uzavřel Janov pakt s egyptským sultánem – obchodníci pochopili, že s křižáckými státy je konec a snažili se zachránit východní obchodní příležitosti. Tento pakt zajišťoval republice obchodní práva, zatímco ona se zavazovala nahradit škody způsobené svými piráty a bránit těmto pirátům napadat egyptské lodě. Ve stejném roce kvůli nelibosti lidu (pravděpodobně v důsledku dlouhých válek a vysokých daní), skončila vláda rodů Doria a Spinola, nejvyšší úředníci neměli být nadále vybíráni z obyvatel Janova a zvýšil se podíl neurozených lidí na vládě.
V čase míru ale znovu, jak už to bylo obvyklé, propukaly vnitřní rozpory. Na přelomu roků 1295 a 1296 propukl ve městě chaos, který byl v únoru ukončen a jako vládci města znovu dosazeny rody Doria a Spinola, i přes rozhodnutí z roku 1290. Tyto rody znovu nastolily pořádek, zároveň se ale republika ocitla ve válce s Benátkami ohledně pozic ve východním obchodu a s Pisou kvůli problémům ohledně plnění mírové smlouvy z roku 1288. V bitvě u ostrova Curzola na pobřeží Dalmácie porazila roku 1298 Janovská flotila Benátky, obě strany ale utrpěly těžké ztráty, o rok později proto Janov s Benátkami a Pisou uzavřely mír. Mírová dohoda s Benátkami potvrdila status quo, mír s Pisou byl pro Janov velice výhodný. Vládci z rodů Doria a Spinola následně rezignovali a město se vrátilo k vládě podestá.
Následně však propukaly další nepokoje a Janované, unavení dekádou vnitřních bojů, předali roku 1311 vládu nad městem Jindřichu VII. Lucemburskému, který se právě snažil obnovit imperiální nadvládu nad severní Itálií. Výměnou za obnovení míru a pořádku se Janov na příštích dvacet let dobrovolně vzdal samostatnosti. I přesto, že skutečná moc stále zůstávala rodům Doria a Spinola, přinesla imperiální nadvláda vítanou úlevu od vnitřních bojů. Jindřich ale v roce 1313 zemřel, Janov byl znovu bez vládce a vrátil se do stavu z roku 1311. V roce 1316 v důsledku sporů mezi rody Doria a Spinola propukla občanská válka, která se postupně rozvinula do války guelfů proti ghibellinům a zapojily se do ní i zahraniční mocnosti. V roce 1318 byla nadvláda nad městem ve snaze zajistit mír na omezenou dobu předána Robertu Neapolskému a papeži, tento krok ale nebyl úspěšný a občanská válka pokračovala dál. Válka skončila až v roce 1331, byla pro Janov velmi ničivá (i samo město bylo nějakou dobu obleženo) a znamenala začátek konce janovské moci. Mimo jiné přišla republika v roce 1324 o svou část Sardinie.
V roce 1331, ještě před ukončením občanské války, vyvstala Janovu nová vnější hrozba – Katalánci, kteří napadli západní Ligurii, dlouho bez rázné odpovědi z janovské strany.

## Úpadek (1331–1522)
V roce 1335 vyhnalo povstání rektora vládnoucího ve jménu Roberta Neapolského a město si znovu vládlo samo v režii rodů Doria a Spinola. Rozbroje mezi guelfy a ghibelliny od této chvíle slábly a příští nestabilita byla způsobena hlavně konflikty mezi urozenými a neurozenými občany. V roce 1339 došlo k další revoluci, ve které neurození občané ukončili vládu urozených a Simone Boccanegra byl jmenován dóžetem Janova, po vzoru Benátek. Boccanegra se snažil konsolidovat Ligurii, zajistit dobré podmínky pro obchod a řešit problém zadlužení. Do této doby, a i nadále, musela být téměř každá válka financována půjčkami. Tento státní dluh vyplácel vysoké úroky (okolo 10% ročně) a byl velikou zátěží pro stát, neboť úroky samy o sobě vyžadovaly většinu příjmů státu a pro financování tohoto dluhu musely být zaváděny nové daně. Tyto daně byly příčinou pro velké množství následujících povstání a velké náklady na dluh navíc snižovaly schopnost státu financovat svou obranu. Roku 1344 proběhla další revoluce, tentokrát v rukou nespokojené, od moci odříznuté šlechty. Boccanegra, neochoten začít další občanskou válku, odstoupil, revoluce ale úspěšná nebyla a po půl roce utichla.

Šíření černé smrti v Evropě, 1346–1353

V roce 1348 zasáhla Janov černá smrt. O průběhu nemoci v Janově toho moc nevíme, stejně jako zbytek Evropy ale zřejmě přišel o velkou část své populace. Podle jedné verze událostí černá smrt přišla do Evropy přes krymský přístav Kaffa, který byl obléhaný Tatary. Nemoc zasáhla obléhající armádu, která ve snaze rozšířit ji i ve městě, katapultovala své mrtvé přes hradby. Lodi odplouvající z přístavu poté mor rozšířily do Evropy. Mohutné ztráty způsobily zvýšení ceny práce a v konečném důsledku i kvality života, mor ale také změnil náhled lidí na svět. Měnil se i přístup obchodníků, kteří byli nadále opatrnější a přikládali větší váhu riziku. Rozšiřovalo se také využití pojištění a bylo méně inovací. Kvůli zajištění východního obchodu začala krátce po opadnutí epidemie další válka s Benátkami. V roce 1353 pak, po těžkých ztrátách a mnoha porážkách, předali Janované nadvládu nad městem Giovanni Viscontimu, lordovi a arcibiskupovi Milána, pro zajištění ochrany před nepřáteli a financování dalšího průběhu války. V roce 1355 byl uzavřen mír, obě strany vyčerpány válkou přistoupily na kompromisní řešení arbitráží.
Roku 1356 se do města vrátil Simon Boccanegra a po krátké revoluci se znovu ujal titulu dóžete. Daleko méně než dříve závisel na urozených a místo toho vyzdvihl k moci neurozené. Probíhala další válka, tentokrát s Aragonií, která přinesla další zadlužení a Boccanegra se ji snažil co nejrychleji ukončit. Roku 1363 Boccanegra zemřel, pravděpodobně na otravu. Jako nový dóže byl zvolen Gabriele Adorno, který se též opíral hlavně o neurozený lid. Ten vyjednal v roce 1367 ukončení smlouvy s Viscontim a ještě v roce 1363 vydal nový zákoník, který mimo jiné kodifikoval způsob vlády republice, čímž se snažil zajistit vnitřní mír. V průběhu jeho vlády probíhalo několik povstání, až byl v roce 1370 po nenásilném puči odstraněn a novým dóžetem byl zvolen Domenico Campofregoso.
Krom obchodu s východním středomořím a svými koloniemi – nejdůležitějšími jsou Pera (u Konstantinopole), Kaffa (na Krymu) a Korsika – bylo možné najít janovské lodě i na severu Evropy, Afriky, ve Španělsku i ve Francii. Objem obchodu černá smrt prakticky nezasáhla, veřejné finance se naopak stále zhoršovaly a s každým dalším konfliktem upadala republika do větších dluhů.
Mezi léty 1378 až 1381 probíhala další válka s Benátkami, tentokrát kvůli janovskému obsazení Kypru. Válka znovu skončila bez jasného vítěze vyčerpáním válčících stran a uzavřený mír byl kompromisní. Na rozdíl od Benátek, které z války odešly nepoškozeny, se Janov propadl do dalších dluhů a nepokojů. V roce 1383 vypuklo kvůli nové dani povstání, které svrhlo tehdejšího dóžete Niccolo Guarca. Po krátkém období chaosu byl k moci znovu vyzdvižen Gabriele Adorno, zároveň ve městě znovu vypukl mor. V právě vypuklém papežském schizmatu se Janov stavěl na stranu papeže Urbana VI., kterého dokonce zachránil a nějakou dobu chránil v Janově.
90. léta 14. století přinesla několik dalších povstání. V touze po klidu se, po dlouhých debatách, město obrátilo na francouzského krále Karla VI., který za uznání své suverenity a pomoc ve válkách slíbil zajistit ve městě pořádek a pomoci v obraně Janova proti případnému útoku. V roce 1396 Adorno rezignoval na pozici dóžete a vzápětí byl jmenován guvernérem ve jménu krále. Podřízení se ale nepřineslo kýžené výsledky, neboť byl guvernér ve své moci omezen prakticky stejně jako dóže.
Během 15. století se snižoval objem obchodu, na jedné straně kvůli ztrátě většiny východních trhů – zčásti působením Benátek a zčásti Turků, kteří obsadili většinu východních kolonií – na straně druhé zvyšující se konkurencí západoevropských mocností na západě. Ve městě posilovala textilní výroba, což umožnilo zabránit rychlému propadu, ale i v tomto odvětví měl Janov velkou konkurenci. Republiku navíc dusil zvětšující se veřejný dluh. Dluh byl konsolidován a instituce, která ho spravovala – Casa san Giorgio, řízená největšími podílníky, se postupně stávala státem ve státě – zasahovala do politiky, vybírala většinu daní a dokonce přímo spravovala některá území, věc do té doby nevídaná.
Mezi lety 1398 a 1401 probíhala v Janově řada dalších rebelií. V roce 1401 byl jako guvernér dosazen Jean Le Meingre, maršál Francie, který pořádek udržoval silou a represivními opatřeními. Kvůli násilnosti a nákladnosti nového režimu ztrácel podporu občanů a v roce 1409, když se nacházel ve Francii, byl Le Meingre sesazen novou vzpourou a jeho zástupci vyhnáni z města. K rebelii se rychle připojila celá Ligurie a francouzská vláda zde skončila. Vláda nad městem byla následně předána markýzi z Montferratu, který dostal stejná práva jako míval dóže. V roce 1413, po další vzpouře, vznikla vláda vedená dóžetem Giorgo Adornem, složená rovným dílem z urozených a neurozených občanů. V letech 1414 a 1415 proběhla další občanská válka, která skončila zvolením Tommase Campofregosa dóžetem. Ten rychle obnovil pořádek a snížil některé daně, pro zajištění popularity mezi chudými. Dále rozšířil přístav a arzenál.
V roce 1421 ale někteří z urozených Janovanů v exilu vyhledali pomoc v Miláně a v důsledku útoku Milána a Aragonie se republika znovu podřídila Milánu dohodou podobnou té s francouzským králem. Milán tvrdě zjednal pořádek, nakonec ale zatáhl Janov do svých bojů s Benátkami, čímž propukla již pátá a poslední válka mezi těmito státy. Tato válka skončila roku 1433. Na konci roku 1435 vypukla proti nadvládě Milána vzpoura (poslední kapkou byl požadavek milánského vévody na zapojení do války proti Francii po boku Katalánců) a republika se zbavila další cizí nadvlády.

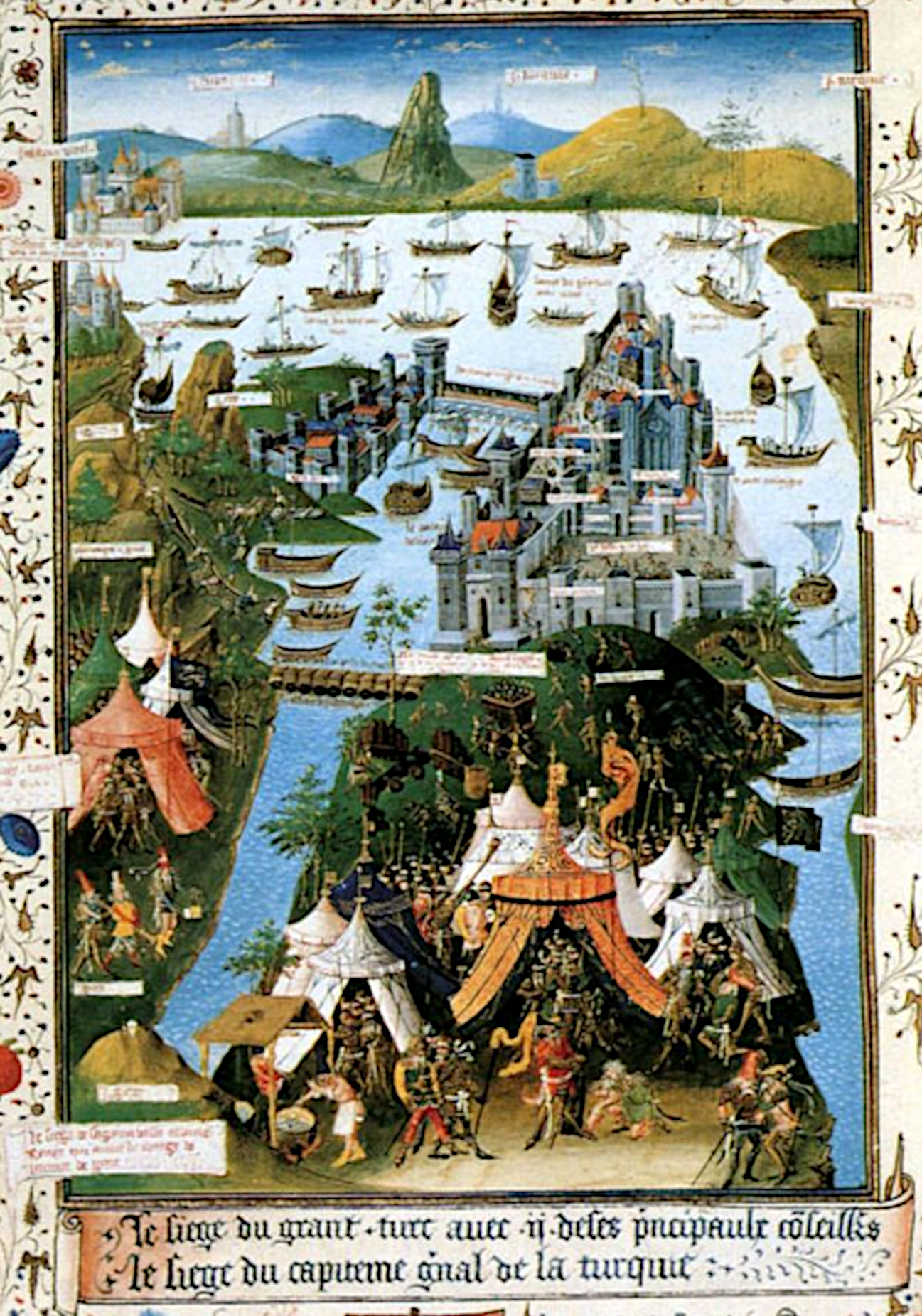
Pád Konstantinopole, 1453

Následující léta se nesla v duchu obvyklých problémů s Aragonií, Milánem a domácími rebeliemi. V roce 1453 dobyl sultán Mehmed II. Konstantinopol, bráněnou mimo jiné i janovskými vojáky. Jakmile byla jistá porážka, Pera se vzdala, díky čemuž si Janov zachoval svá obchodní práva v oblasti bývalé Byzantské říše. Sama Pera však byla již navždy ztracena. V roce 1475 dobyli Turci i Kaffu. Z důvodů neschopnosti vzdorovat samostatně Aragonii se v roce 1454 republika znovu dostala do područí Francie.
Francouzská nadvláda vydržela do roku 1461, kdy nepopularita francouzského režimu způsobila další revoluci. Po rychlém vyhnání Francouzů následovalo období bojů o moc, po kterém propukla válka proti Francii, která se snažila Janov znovu obsadit. S pomocí Milána se Janov ubránil, zakrátko – v roce 1464 – ale podlehl Milánu. Po vraždě milánského vévody se Janov v roce 1477 znovu bouřil a, po dalším období neklidu, v roce 1478 vznikla vláda rovně dělená mezi lid a šlechtu. V následujících letech proběhlo několik dalších revolucí, které skončily roku 1488 dalším podřízením Milánu. Ve francouzské invazi do Itálie v roce 1494 podporoval Janov po boku Milána francouzského krále Karla VIII. Tato invaze začala několik století vměšování cizích mocností do italských záležitostí a postupný úpadek zdejších států.
Roku 1499 se Janov znovu dostal do područí Francie. V roce 1507 proběhlo poslední lidové povstání, které však bylo francouzským králem brzy potlačeno. V roce 1512 byli Francouzi vytlačeni Španěly vedenou koalicí, již o rok později se ale vrátili. Po další Španěly podporované vládě bylo město od roku 1515 podřízeno Francii. V roce 1522 vojsko španělského krále Janov dobylo a vydrancovalo, poprvé za stovky let.

## Oligarchie (1522–1815)

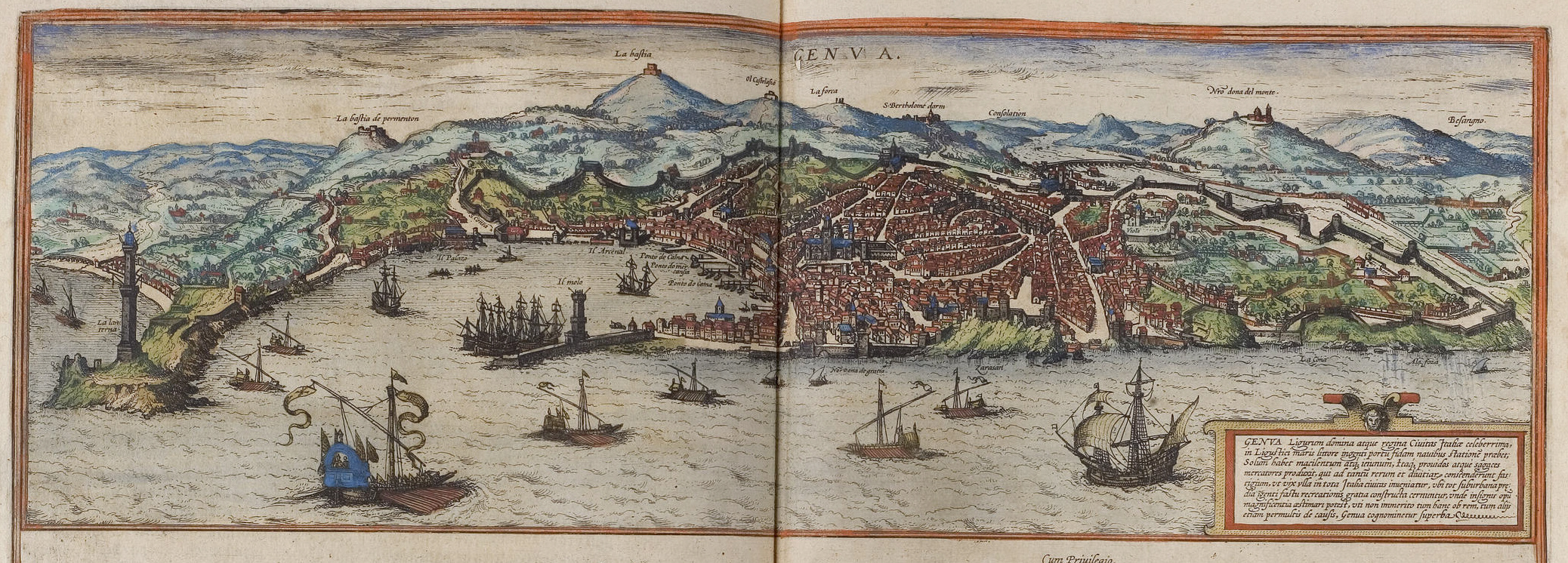
Janov, 1572

Od této doby se Janov nacházel ve sféře vlivu Španělska a již nikdy se ve Středomoří nestal velkým hráčem. V roce 1528 byla zrušena politická práva neurozených a stát od té chvíle řídila pouze šlechta. Z Janova se tím stala dědičná oligarchie. V roce 1571 se účastnil malý janovský kontingent bitvy u Lepanta, která byla poslední janovskou velkou námořní bitvou. Skrze svou alianci se Španělskem profitoval Janov z bohatství přiváženého z Nového světa – říkalo se, že se zlato rodí v Novém světě, umírá ve Španělsku a je pohřbeno v Janově. Tato prosperita ale skončila množstvím španělských bankrotů. V roce 1768 byl Janov donucen odprodat Korsiku Francii. V roce 1797 se dostal pod vliv napoleonské Francie a v roce 1805 byl dokonce anektován. Roku 1815 byl Janov Vídeňským kongresem přisouzen Sardinskému království a roku 1861 se tak stal součástí sjednocené Itálie.